# شاه جهان (فیلم)
شاهجهان نام فیلم مستندی است که به کارگردانی حسن نقاشی ساخته شده است. پرویز شاهجهان تاجری پارسی و از مؤسسین بانک ملی ایران بود. این فیلم نگاه نوینی به تاریخ مشروطه دارد و به بررسی نقش پرویز شاهجهان در انقلاب مشروطه ایران و فعالیت‌هایی که برای قیام مشروطه خواهی ایران انجام داده است می‌پردازد.
برای ساخت این فیلم از نوه پرویز شاه جهان دعوت شد تا به ایران سفر کند که حدود یک سال طول کشید.
این فیلم در تاریخ ۶ اسفند ۱۳۹۲ در خانه هنرمندان تهران اکران شد و برای مراسم آن از انجمنهای زرتشتی و نماینده زرتشتیان در مجلس، دعوت بعمل آمده بود.
شاه جهان، در مرکز گسترش سینمای مستند و تجربی تهیه شده است.

## جوایز
- این فیلم در شانزدهمین جشن مستند سیمای ایران موفق به دریافت سه تندیس بهترین مستند نیمه بلند، کارگردانی و بهترین پژوهش شد.[۵]
- این فیلم در جشنواره سینما حقیقت سال ۱۳۹۲ جایزه بهترین مستند تاریخی را از آن خود کرد.[۶]